# Siebenborn (Winkelbach)
Der Siebenborn ist ein rechter Zufluss des Winkelbaches bei Mandern im Landkreis Trier-Saarburg, Rheinland-Pfalz.
Er hat eine Länge von 2,43 Kilometern und ein Wassereinzugsgebiet von 3,801 Quadratkilometern.
Der Bach entspringt südlich von Mandern, speist den Siebenbornweiher, unterquert die Hunsrückhöhenstraße und mündet bei Mandern in den Winkelbach.
Nach der Tranchotkarte von 1812 gab es die Waldhüttensiedlung Siebenborn-Hütten.
Der Floßweiher Siebenborn wurde 1775 angelegt.